# 킹덤 언더 파이어
《킹덤 언더 파이어》(Kingdom Under Fire, KUF)는 블루사이드와 판타그램이 개발한 비디오 게임 시리즈이다.

## 게임 목록
- 킹덤 언더 파이어: 워 오브 히어로즈(Kingdom Under Fire: A War of Heroes): 2001년 출시.
- 킹덤 언더 파이어: 더 크루세이더(Kingdom Under Fire: The Crusaders): 2004년 출시.
- 킹덤 언더 파이어: 히어로즈(Kingdom Under Fire: Heroes): 2005년 출시.
- 킹덤 언더 파이어: 서클 오브 둠(Kingdom Under Fire: Circle of Doom): 2007년 출시.
- 킹덤 언더 파이어 온라인: 아발란체(에이지 오브 스톰): 2011년 출시. 2014년 7월 22일 서비스 종료.
- 킹덤 언더 파이어 2(Kingdom Under Fire II)